# Balkans
Pour les articles homonymes, voir Balkan.
Les Balkans, comprenant principalement la péninsule balkanique, sont une région géographique située dans l’Europe du Sud-Est. La frontière de la péninsule est bordée par des mers sur trois côtés : la mer Adriatique et la mer Ionienne à l'ouest, la mer Égée au sud et la mer de Marmara et la mer Noire à l'est. Au nord, on la délimite généralement par les cours du Danube, de la Save et de la Kupa. Cette région couvre une aire totale de plus de 550 000 km2 et regroupe une population de près de 53 millions d’habitants.

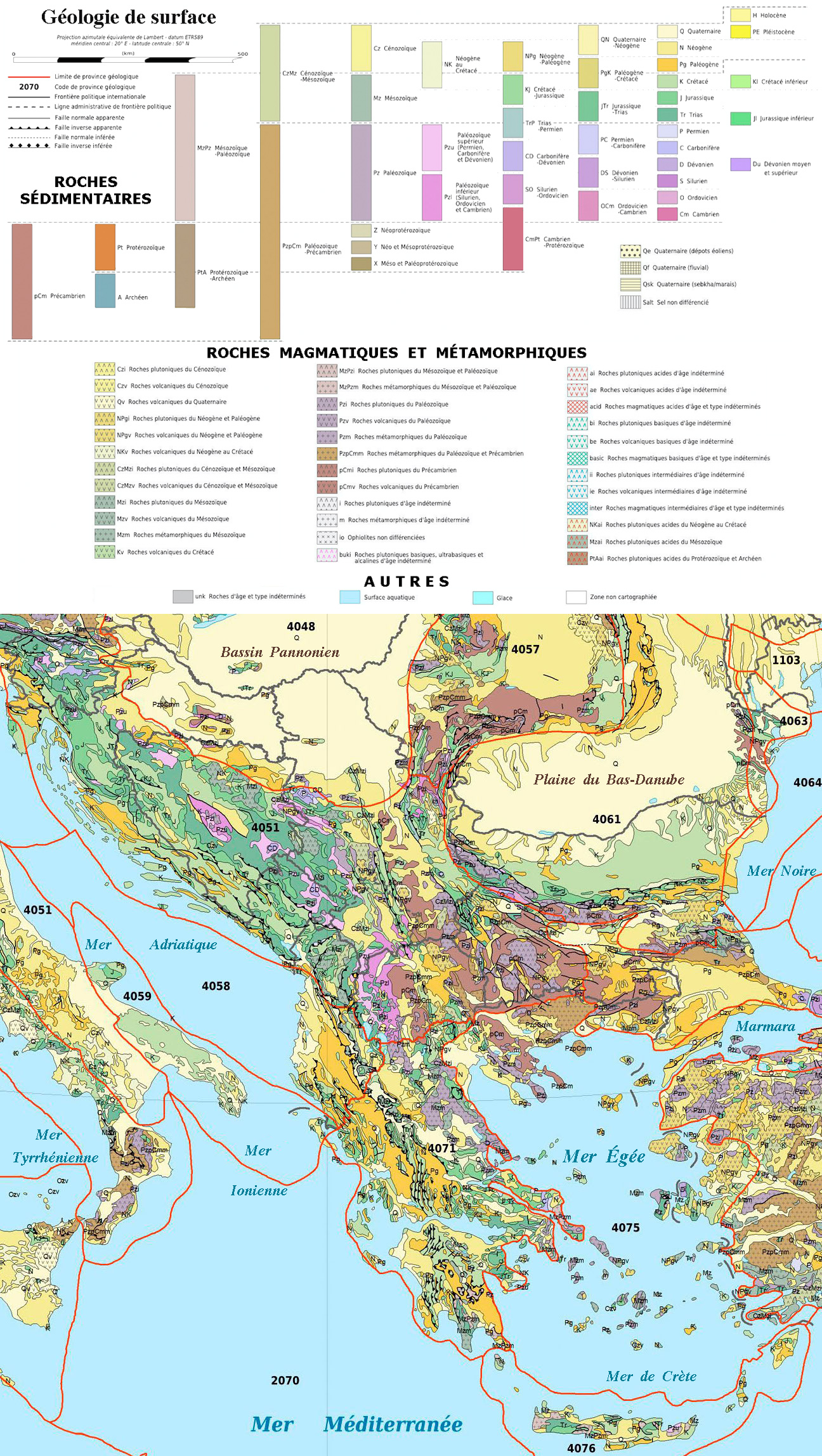
Carte géologique de la péninsule des Balkans.

## Origine et utilisation du terme
Dans l’Antiquité, le nom des montagnes aujourd'hui nommées « Balkans » était Αἷμος (Haîmos en grec et Haemus en latin), mot utilisé en Thrace signifiant, selon Teodor Capidan, « neigeux ». Ce nom désignait la chaîne de montagnes traversant la Bulgarie d’est en ouest (« Grand Balkan »), qui est appelée Стара Планина (Stara Planina, « vieille montagne ») en bulgare, serbe, vieux-slave, tchèque, slovaque, lituanien, letton et estonien.
L’appellation utilisée à l'époque de l'Empire byzantin Aimos / Emmon / Emmona se retrouve dans la forme turque Emine-Balkan, l’adjectif balkan pouvant désigner en turc soit des « montagnes boisées », soit des « montagnes glissantes » (c’est l’un des sens des mots turcs bal : « poisseux », « miel », et kan : « gluant », « sang » ; mais, à l’époque romantique, les autres sens de ces deux mots ont donné naissance à une légende très populaire selon laquelle balkan signifierait « de miel et de sang » pour désigner aux yeux des Turcs un pays riche en douceurs, fruits, chaleur, richesses de la terre, mais farouchement défendu par d’indomptables guerriers,). En fait les Ottomans désignaient leurs possessions du Sud-Est de l’Europe sous le nom de Roumélie (Rum-eli c'est-à-dire « pays des Romains ») ou, plus récemment, Avrupa-i Osmani (« Europe ottomane »).
Bien que l’appellation Balkan ne soit pas attestée avant le XIVe siècle, les protochronistes, influents dans les Balkans (leurs thèses sont enseignées dans les écoles) attribuent à ce nom une grande ancienneté et le font remonter au proto-indo-européen bhelg (« arête, crête, faîte ») via bala-khana (« maison élevée » en persan) ou via balkô (« chaîne rocheuse » en proto-germanique, à l’origine du vieux frison balka, du norrois balkr et du vieil anglais balca duquel dérive balk « bloc » en anglais moderne).
Quoi qu’il en soit, c’est en 1808 que l’expression « péninsule des Balkans » (Balkanhalbinsel) apparaît chez le géographe allemand August Zeune. En élargissant ainsi le terme de « Balkans » bien au-delà du Grand Balkan, Zeune lui donna la signification antique du nom « Haemos » qui désignait toutes les chaînes de l’Europe du Sud-Est, depuis les Alpes slovènes jusqu’à la mer Noire, avec une importance analogue aux Apennins pour la péninsule italienne. Malgré les critiques formulées par des géographes comme Theobald Fischer (en) dès 1839, cette idée, discutable sur le plan géomorphologique, perdure dans le domaine politique et culturel, et comme concept géographique aux limites d’ailleurs variables selon les auteurs.
Au XIXe siècle, lors des combats pour la libération des divers peuples de la région contre les dominations de l’Empire ottoman (Filikí Etería, guerre d'indépendance grecque, comitadjis, Orim, yougoslavisme) et de l’Autriche-Hongrie (austroslavisme, trialisme), une certaine condescendance a donné, dans l’historiographie occidentale, une connotation péjorative au terme « Balkans ». Ainsi, « balkanisation » désigne un processus de déstructuration politique ; en fait, cette « balkanisation » a surtout été voulue par le congrès de Berlin. Tout cela a conduit à utiliser le terme plus neutre d’« Europe du Sud-Est ». C’est ainsi que le journal en ligne Balkan Times s'est lui-même renommé Southeast European Times en 2003.

## Limites

Les Balkans, limités au nord par les fleuves Danube-Save-Kupa, excluant de facto la Slavonie croate et la Voïvodine serbe des Balkans.

Les Balkans peuvent avoir plusieurs étendues, selon la définition adoptée :
- la plus ancienne, due aux géographes de l'Empire allemand et de l'habsbourg, désigne la région bas-danubienne et balkanique[5], incluant les Balkans au sens strict, les pays de l'ex-Yougoslavie en entier, l'Albanie, la Roumanie et la Moldavie, région parfois élargie jusqu'à la Hongrie ; cette définition élargie renvoie davantage au concept d'Europe du Sud-Est, dont la première utilisation connue est due au diplomate et albanologue autrichien Johann Georg von Hahn ;

- plus récemment, une définition plus restreinte est apparue, proposée par des géographes anglo-saxons : elle n'inclut que les territoires situés au sud du Danube, de la Save et de la Kupa, excluant ainsi des Balkans la Slavonie croate, la Voïvodine serbe, la Hongrie, la Roumanie et la Moldavie, y compris la Dobrogée roumaine, bien que celle-ci se situe au sud du Danube[6] ;

- une définition intermédiaire (utilisée par exemple par Paul Garde dans Les Balkans[7]) y inclut les pays ex-yougoslaves en entier, l'Albanie et la Roumanie, mais pas la Moldavie, malgré le passé commun des deux pays[note 1].

## Géographie
Dans la définition la plus communément acceptée, cette région couvre une aire totale de plus de 550 000 km2. Sa limite au nord est fixée par les fleuves Danube-Save-Kupa. Le relief de la péninsule des Balkans culmine à 2 925 m au mont Musala dans le massif de Rila (Bulgarie) ; le mont Olympe (Grèce) est en deuxième position avec 2 919 m. La majeure partie de la péninsule est montagneuse, avec des altitudes moyennes de 500 m, des dénivellations importantes, des cours d'eau d'une longueur moyenne de 250 à 300 km, des bassins versants étroits et de petite taille (10 000 à 20 000 km2).
Les plaines, petites et peu nombreuses, se situent le long des cours d'eau et des côtes. Quatre principales chaînes de montagnes, toutes datant de l'orogenèse alpine, rayonnent autour d'une région centrale, située autour du massif du Šar, au sud de la dépression du Kosovo-polje :
- la chaîne dinarique, qui longe la mer Adriatique vers l'ouest en direction des Alpes, et forme la ligne de partage des eaux entre cette mer et le bassin du Danube ;
- la chaîne du Pinde, vers le sud, qui forme la ligne de partage des eaux en Grèce continentale ;
- la chaîne du Grand Balkan, vers l'est en direction de la mer Noire, qui forme la ligne de partage des eaux entre le bassin de la Maritsa et celui du Danube ;
- la chaîne du Rhodope, vers le sud-est en direction de la mer Égée.

Le climat est méditerranéen le long des côtes de la mer Adriatique et de la mer Égée, océanique et subtropical humide le long des côtes de la mer Noire, et continental dans l'intérieur et au nord du 42e parallèle.
Une population de près de 53 millions d’habitants vit dans la péninsule, soit une densité moyenne de 96 hab./km2.
De son ancien statut de capitale impériale sous plusieurs vastes empires depuis l’an 395, Istanbul a hérité la place de première ville des Balkans, dépassant de loin toutes les autres, comme tout au long de son histoire :
- Istanbul (jadis Κωνσταντινούπολις / Konstantinoupolis / Constantinople, Turquie, onze millions d’habitants côté européen, donc balkanique, sur 14 au total) ;
- Athènes (Αθήνα / Athina, Grèce, quatre millions d’habitants avec l’agglomération) ;
- Belgrade (Serbie, 1,6 million d’habitants avec l’agglomération) ;
- Sofia (Bulgarie, 1,4 million d’habitants) ;
- Zagreb (Croatie, 1,2 million l’agglomération), (700 000 habitants au sud de la Save, donc dans les Balkans, sur 1,2 million au total) ;
- Tirana (Albanie, 850 000 habitants) ;
- Thessalonique (Θεσσαλονίκη / Thessaloniki, jadis Salonique ou Selanik, Grèce, 800 000 habitants avec l'agglomération) ;
- Sarajevo (Bosnie-Herzégovine, 700 000 habitants avec l'agglomération) ;
- Skopje (Macédoine du Nord, 500 000 habitants) ;
- Split (Croatie, 455 000 habitants avec l’agglomération) ;
- Pristina (Kosovo, 450 000 habitants) ;
- Constanța (Roumanie, 400 000 habitants) ;
- Plovdiv (jadis Φιλιππούπολη / Philippoupoli ou Filibe, Bulgarie, 350 000 habitants) ;
- Varna (Bulgarie), 320 000 habitants) ;
- Banja Luka (Bosnie-Herzégovine, 300 000 habitants) ;
- Ljubljana (Slovénie, 275 000 habitants) ;
- Niš (jadis Ναϊσσός / Naissus, Serbie, 250 000 habitants) ;
- Podgorica (Monténégro, 170 000 habitants) ;
- Rijeka (en italien Fiume, Croatie, 150 000 habitants) ;
- Edirne (jadis Ἁδριανούπολις / Andrinople, Turquie, 100 000 habitants).

## Biogéographie
Selon les données palynologiques et paléontologiques disponibles, à la fin de la dernière glaciation, celle du Würm, les Balkans ont joué le rôle de « refuge glaciaire » pour la biodiversité végétale dont diverses espèces d'arbres ainsi que pour les espèces animales. Il y avait aussi d'autres refuges en Europe : les péninsules Ibérique et Italienne, le sud de la France et probablement les Carpates méridionales. Mais les Balkans ont été le refuge le plus important. De nombreuses espèces ont survécu aux glaciations dans les Balkans où le climat était moins rigoureux qu'en Europe centrale, ce qui explique la présence aujourd'hui de nombreuses espèces reliques qui ont subsisté dans la péninsule mais qui n'ont pas encore pu reconquérir le reste de l'Europe, à cause des barrières écologiques (montagnes, plaines et fleuves parallèles aux latitudes, bloquant les migrations nord-sud de nombreuses espèces) ou de la lenteur de leur capacité de recolonisation (le début de l'Holocène étant récent). C'est ce qui explique en partie la biodiversité actuelle plus importante dans les Balkans que dans le reste de l'Europe, outre les différences actuelles de climats.
Pour ce qui est de la grande faune, on trouve aujourd'hui le cerf élaphe, le daim, le chevreuil, le sanglier. Mais l'auroch, le bison d'Europe, le tarpan, l'onagre et le castor ont également été présents dans la péninsule au nord des Rhodopes, comme en témoignent fossiles et les toponymes. Parmi les prédateurs, le loup gris, l'ours brun et le lynx boréal sont toujours présents de nos jours mais confinés aux régions les plus sauvages. Le lion peuplait aussi autrefois la péninsule, selon les fossiles de l'Holocène et les récits datant de la Grèce antique.

## Géologie

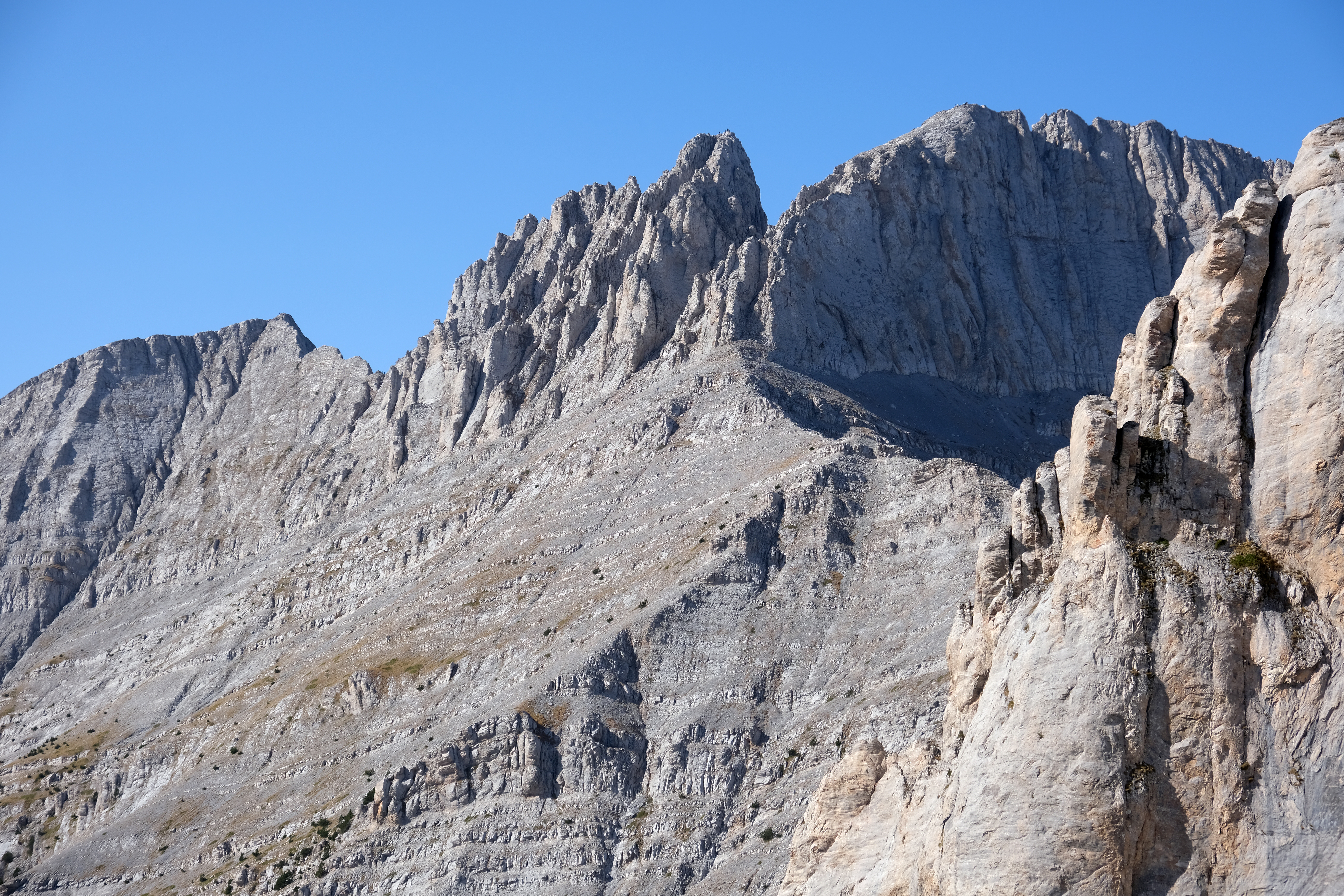
Le mont Olympe.

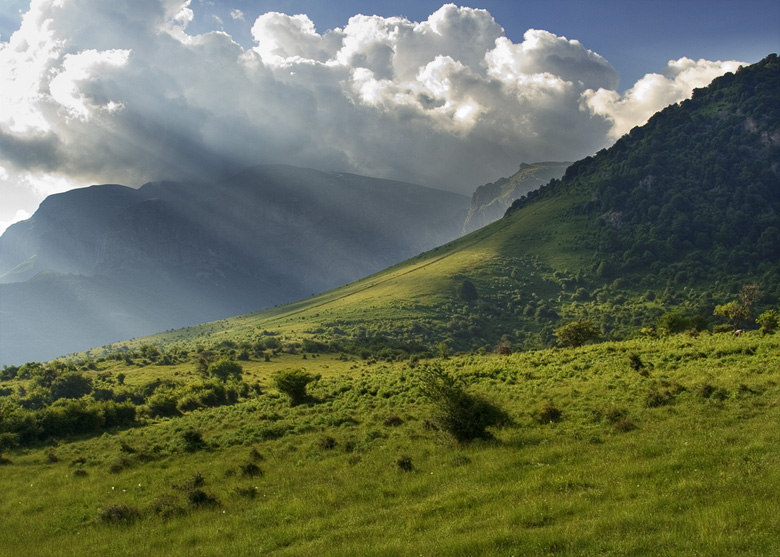
La chaîne des Balkans centraux, en Bulgarie.

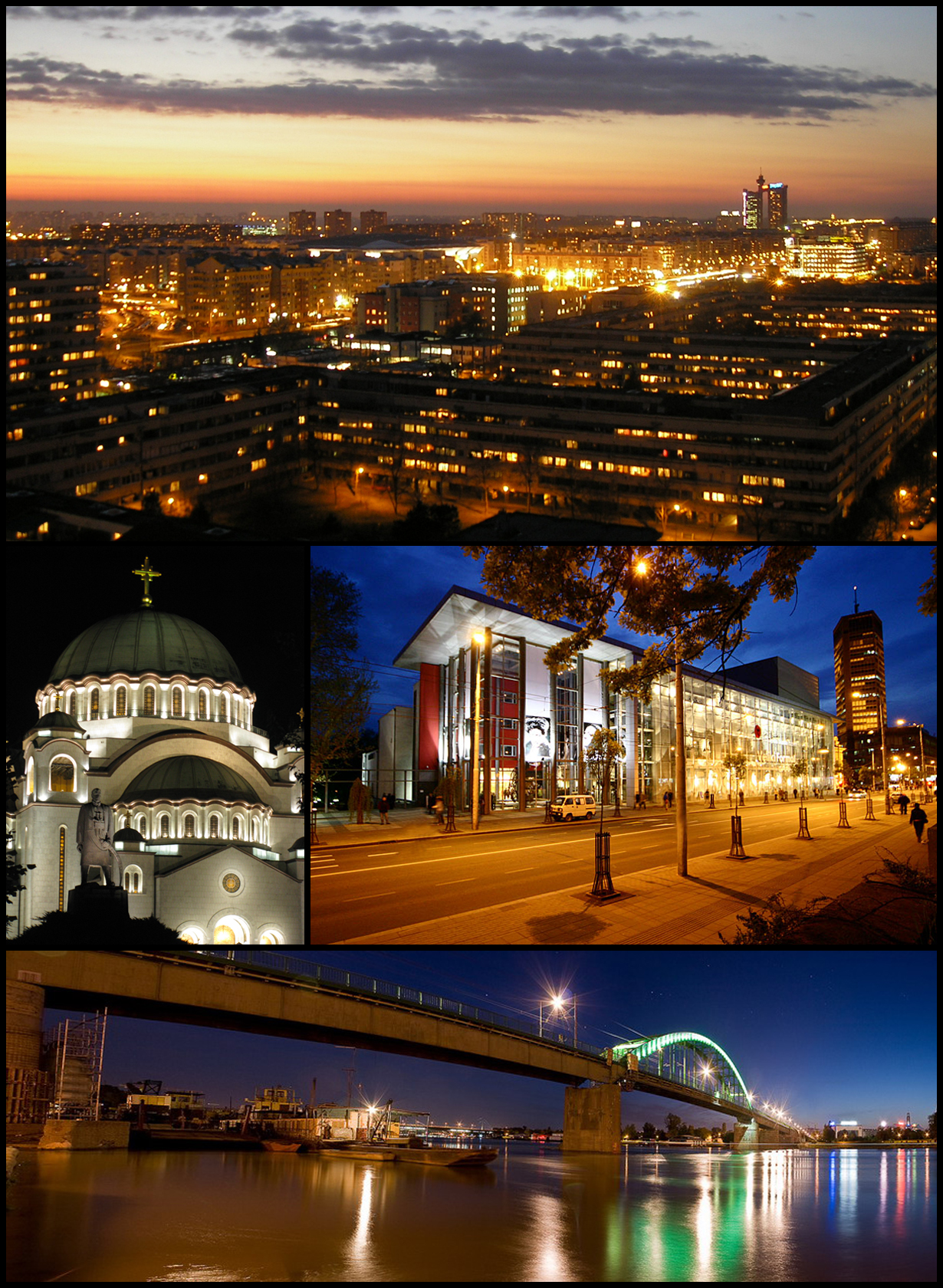
Belgrade, la ville blanche, la plus grande ville slave des Balkans, en Serbie.

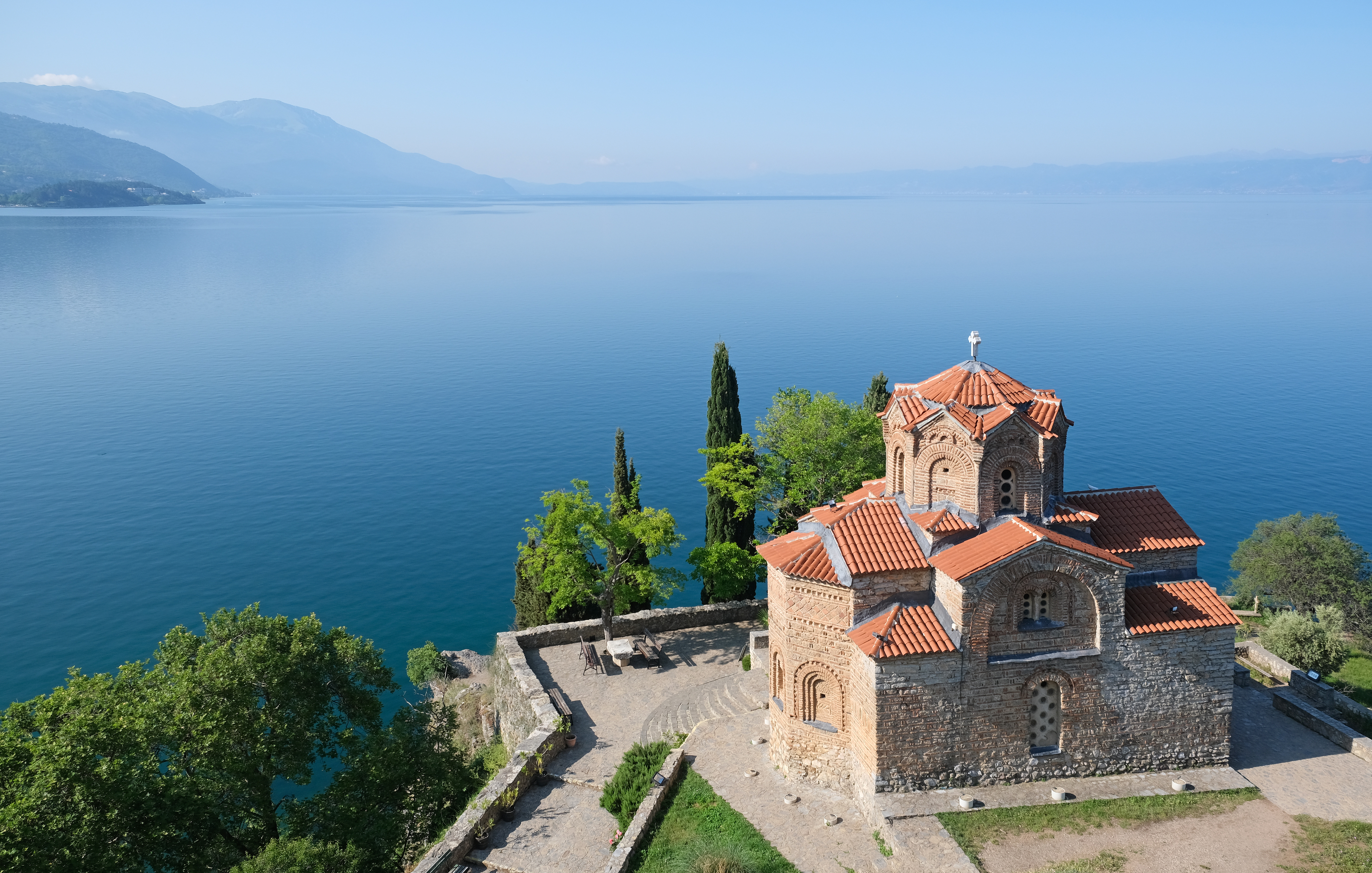
Église de style byzantin du XIIIe siècle sur les rives du lac d'Ohrid en Macédoine du Nord.

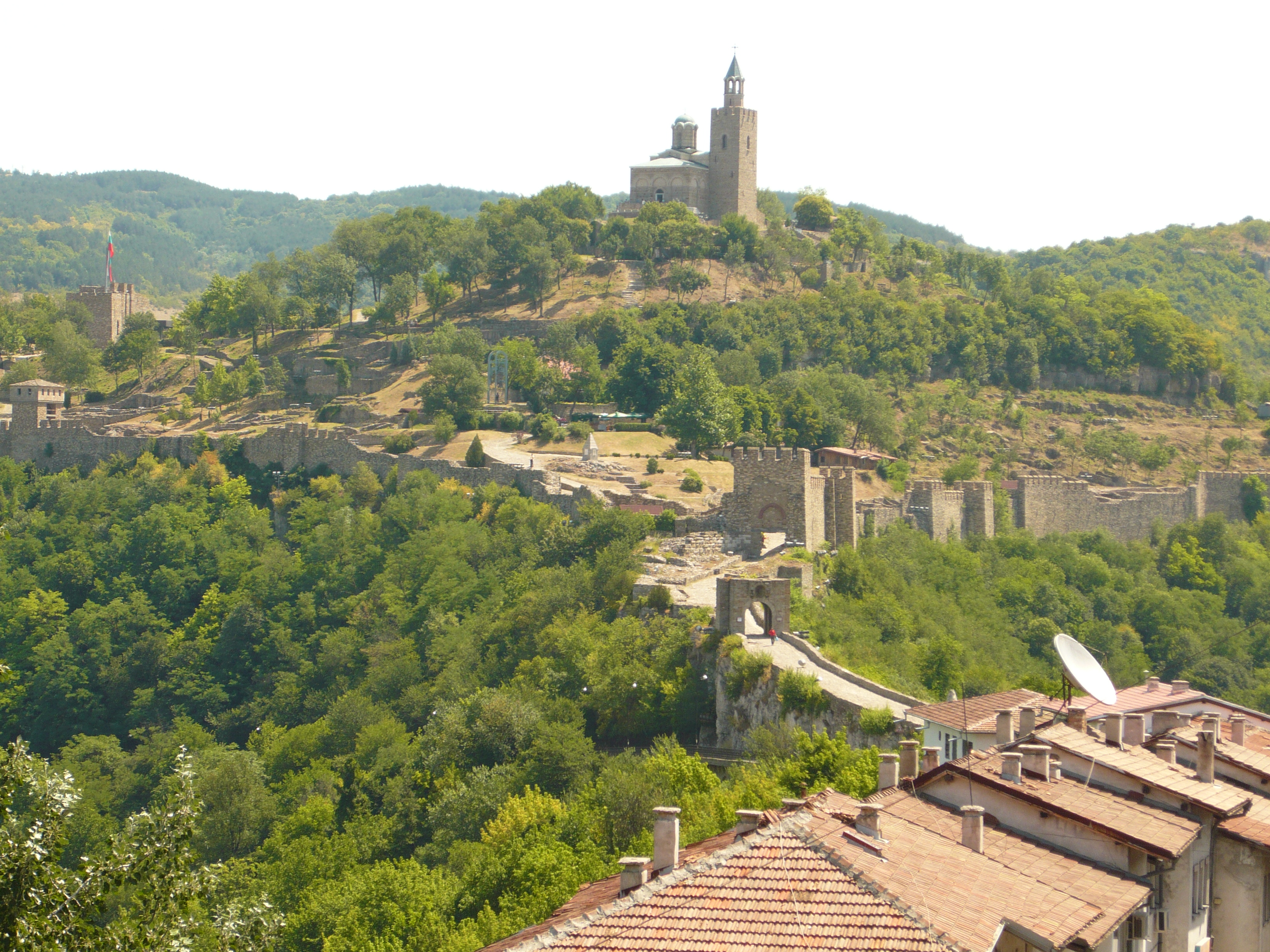
Forteresse de Tsarevets dans la capitale de la Bulgarie médiévale, Veliko Tarnovo.

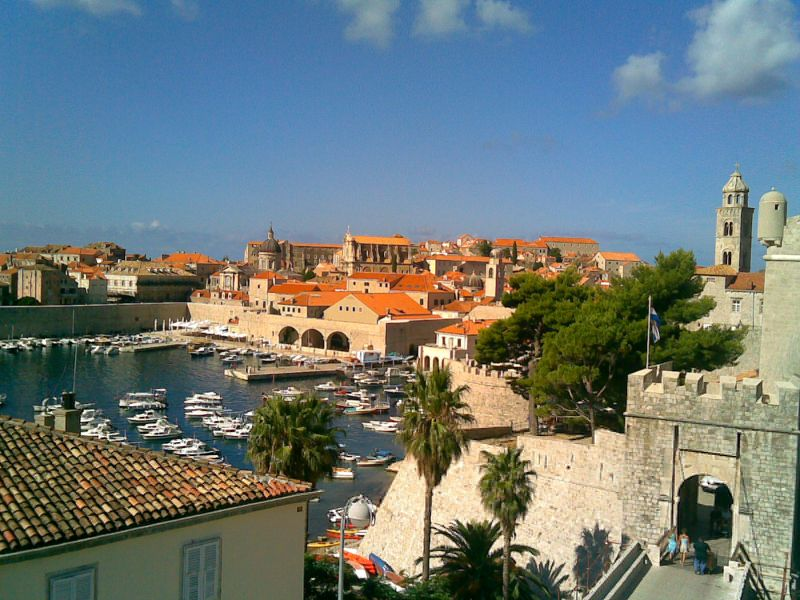
Vieille ville de Raguse, à Dubrovnik, en Croatie.

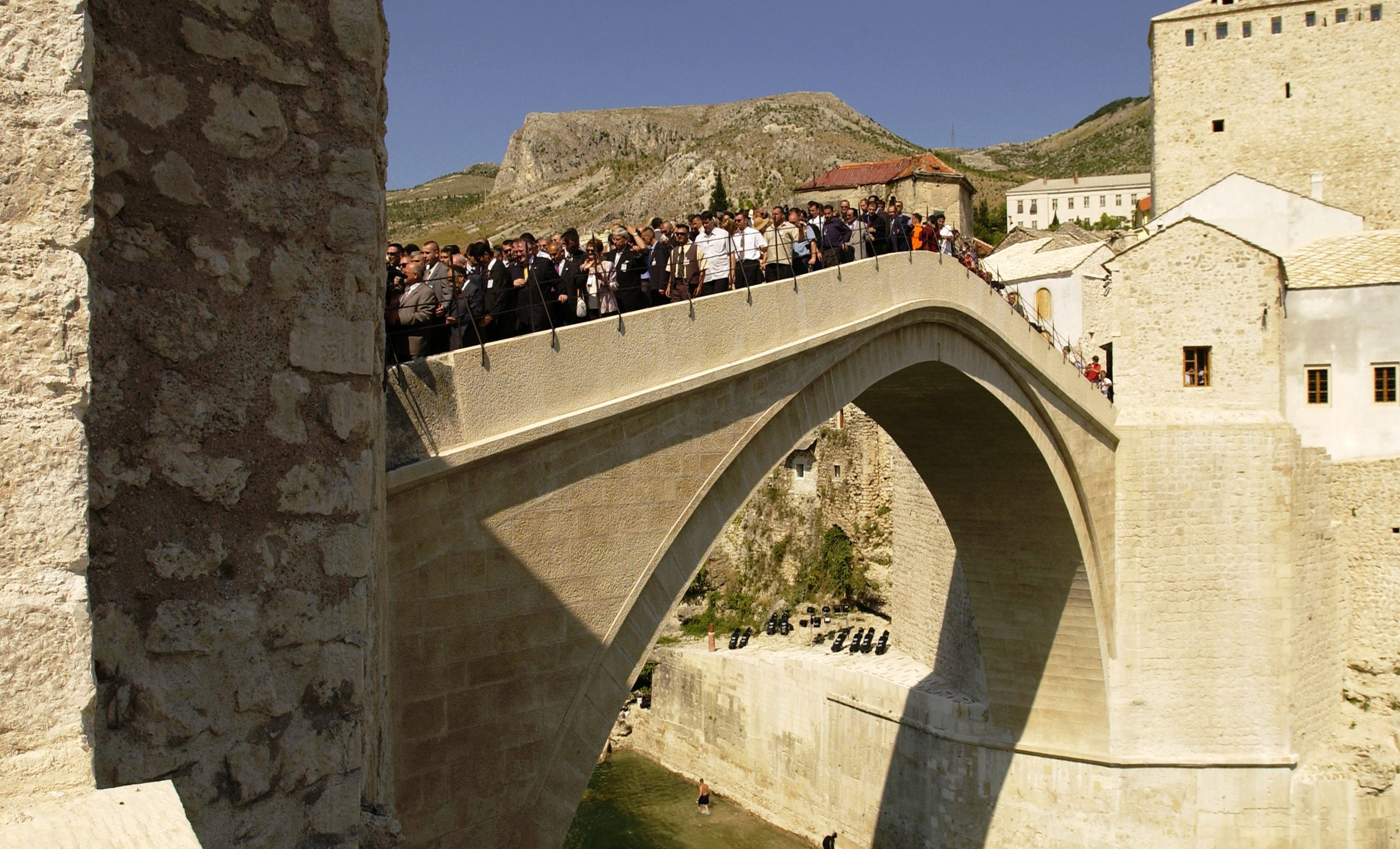
Pont ottoman du XVIIIe siècle, rebâti en 2004, à Mostar, en Bosnie-Herzégovine.

Comme la plupart des marges de la mer Méditerranée, la péninsule des Balkans présente une géologie complexe, due au fait qu'il s'agit de la zone de jonction de plusieurs boucliers anciens et qu'elle se situe à la limite, très fragmentée, des plaques tectoniques africaine et eurasiatique. Elle est formée pour partie par un bâti hercynien, voire antérieur, et pour partie par des régions appartenant à la Téthys alpine, à ses talus continentaux et à la bordure de la plateforme carbonatée arabo-africaine.
Durant le Mésozoïque, la péninsule se trouvait dans l'océan Téthys dont la mer Méditerranée est un vestige, et constituait au sein de celui-ci, avec l'Anatolie, un archipel semblable à ce qu'est aujourd'hui l'Insulinde, appelé Balkanatolia. L'ensemble a été violemment resserré entre les plaques africaine, eurasiatique et anatolienne, lors des phases orogéniques himalayo-alpines, qui ont entraîné la fracture de la plaque eurasiatique, créant la micro-plaque égéenne et d'immenses nappes de charriage constituées de calcaires et flyschs plissés entre les massifs cristallins et métamorphiques.
Le rapprochement entre les plaques a fait surgir les monts Dinariques, le Pinde, l'Olympe, les Balkans et le Rhodope. Ce mouvement tectonique de 4 cm par an en moyenne a aussi fait surgir des volcans comme le mont Théra (dans l'île du même nom qui s'est effondrée à la suite d'une importante éruption au IIe millénaire avant notre ère et qui est encore actif : un nouveau cône s'élève au centre de la caldeira). Le volcanisme jadis bien plus intense a laissé de nombreuses intrusions de roches magmatiques dans toute la péninsule, où les sources thermales sont nombreuses.
Deux failles restent très actives : la première parcourt l'Égée d'est en ouest (de Rhodes à l'ouest de la Crète) puis remonte le long du Péloponnèse jusqu'à Corfou ; la seconde va des Dardanelles aux Sporades puis rejoint le golfe de Corinthe. Le mouvement alpin et les charriages se sont manifestés durant les trois derniers millions d'années par l'apparition de nombreuses failles et fossés d'effondrement, provoquant des tremblements de terre réguliers : la moitié des secousses annuelles en Europe ont lieu dans les Balkans et surtout en Grèce.
C'est dans ce cadre géomorphologique que s'est mis en place le réseau hydrographique actuel. À la fin de la glaciation de Würm, la remontée des mers d'une centaine de mètres a dessiné les côtes actuelles, ainsi que les plaines littorales et les deltas des fleuves.
Concernant les divisions géologiques-géographiques on parle généralement, chez les géologues, de « Dinarides » pour la partie occidentale de la péninsule (boucliers pannonien et adriatique, et leurs marges), et d'« Hellénides » pour la partie orientale (boucliers moesien, hellénide et anatolien et leurs marges). Les marges des boucliers anciens ont été soulevées lors de l'orogenèse alpine, et la péninsule est quadrillée de failles secondaires mais tectoniquement toujours actives.

## Pays des Balkans
Selon la carte topographique de l’encadré, les Balkans englobent :

### En totalité
- Albanie ;
- Bosnie-Herzégovine ;
- Bulgarie ;
- Grèce ;
- Kosovo (État non reconnu par l'ONU) ;
- Macédoine du Nord ;
- Monténégro.

### En partie
- Croatie : la Dalmatie, l’Istrie ainsi que les territoires au sud de la Save : 50 % du pays ;
- Italie : la Province de Trieste : 0,07 % du pays ;
- Serbie : les territoires au sud du Danube : 60 % du pays ;
- Slovénie : le Sud de la Slovénie : 27 % du pays ;
- Roumanie : la Dobrogée : 6 % du pays ;
- Turquie : la Thrace orientale : 3 % du territoire du pays, soit la partie européenne de la Turquie, avec les îles Imbros et Ténédos, 97 % étant en Asie Mineure.

### Subdivisions
Les Balkans peuvent être subdivisés selon au moins sept critères différents.
- Selon le critère géographique on distingue trois groupes de pays :
  - les « Balkans occidentaux » : Albanie, Bosnie-Herzégovine, Croatie, Italie (Trieste), Kosovo, Monténégro, Serbie et Slovénie ;
  - les « Balkans orientaux » : Bulgarie, Roumanie et Turquie ;
  - les « Balkans méridionaux » : Grèce (on y rattache ses îles, bien que dans la géographie du XIXe siècle, celles proches de la côte turque fussent considérées comme asiatiques) ;
  - mais la Macédoine du Nord est un cas à part, car les traits de sa géographie physique et humaine la rapprochent de chacun des trois ensembles précédents, de sorte qu'on peut la placer dans les « Balkans centraux ».

- Selon le critère climatique on distingue trois groupes de régions :
  - les Balkans continentaux (selon la classification de Köppen : « Dfa » en plaine, « Dfb » en moyenne altitude, « Dfc » sur les sommets) : Bosnie-Herzégovine, Bulgarie, nord de la Croatie, Kosovo, Macédoine du Nord, Monténégro, Roumanie, Serbie et la majeure partie de la Slovénie ;
  - les Balkans pontiques (Cfa selon la classification de Köppen) : régions côtières de la mer Noire en Bulgarie, Roumanie et Turquie ;
  - les Balkans méditerranéens (Csa selon la classification de Köppen) : Albanie, Sud de la Croatie, Grèce, Sud du Monténégro, la côte de la Slovénie et la Turquie d'Europe.

- Selon le critère linguistique on distingue trois groupes de pays :
  - les Balkans aborigènes : Albanie, Grèce, Kosovo et Roumanie ;
  - les Balkans slaves: Bosnie-Herzégovine, Bulgarie, Croatie, Macédoine du Nord, Monténégro, Serbie et Slovénie ;
  - les Balkans turcs : Turquie d'Europe.

- Selon le critère religieux on distingue aussi trois groupes de pays :
  - les Balkans à majorité chrétienne catholique : Croatie et Slovénie ;
  - les Balkans à majorité chrétienne orthodoxe : Bulgarie, Grèce, Macédoine du Nord, Monténégro, Roumanie et Serbie ;
  - les Balkans à majorité musulmane : Albanie, Kosovo et Turquie d'Europe ;
  - la Bosnie-Herzégovine est un cas à part, les chrétiens des deux confessions d'une part, et les musulmans d'autre part étant en nombre presque égal (50,1 % de musulmans contre 46,2 % de chrétiens serbes et croates d'après le recensement de 2013)[17].

- Selon le critère économique et politique on distingue deux groupes de pays :
  - les Balkans au passé communiste : Albanie, Bulgarie, Roumanie ayant eu une économie socialiste planifiée par l'État sans secteur privé, et Bosnie-Herzégovine, Croatie, Kosovo, Macédoine du Nord, Monténégro, Serbie et Slovénie ayant eu une économie socialiste avec une dose d'autogestion, un modeste secteur privé (micro-entreprises) et d'ouverture sur l'économie de marché du monde capitaliste ;
  - les Balkans au passé capitaliste: Grèce et Turquie d'Europe.

- Selon le critère politique et social actuel on distingue deux groupes de pays :
  - les Balkans membres de l'Union européenne : Bulgarie, Croatie, Grèce, Roumanie et Slovénie ;
  - les Balkans en attente : Albanie, Bosnie-Herzégovine, Kosovo, Macédoine du Nord, Monténégro, Serbie et Turquie.

- Enfin selon le critère militaire on distingue trois groupes de pays :
  - les Balkans membres de l'OTAN: Albanie, Bulgarie, Croatie, Grèce, Roumanie, Slovénie, Monténégro, Turquie et Macédoine du Nord[18] ;
  - les Balkans sous protection de l'OTAN : Bosnie-Herzégovine, Kosovo ;
  - les Balkans membres du Partenariat pour la paix : Serbie.

## Géopolitique
À cheval entre la Méditerranée et l'Europe continentale, les Balkans ont depuis le début du siècle été écartés du jeu géopolitique en raison de leur faible taille économique et démographique. Pourtant, loin des grands dossiers brûlants, ils sont le théâtre d'un affrontement informel entre grandes puissances : les États-Unis, l'Union européenne, la Russie, la Turquie et la Chine, cette dernière profitant de l'enlisement du processus d'intégration européenne pour s'y imposer comme un partenaire incontournable.
Du point de vue politique, quatre organisations régionales rassemblent diversement les pays des Balkans :

Processus de Coopération en Europe du Sud-Est (PCESE)[20]
Pacte de Stabilité pour l'Europe du Sud-Est. (PSESE)[21]  - membres - observateurs - partenaires soutenant le processus
Initiative de Coopération en Europe du Sud-Est (ICESE)[22],[23]  - membres - observateurs
Organisation de coopération économique de la mer Noire[24]  - membres
  - observateurs

## Langues
Les langues dans les Balkans sont :

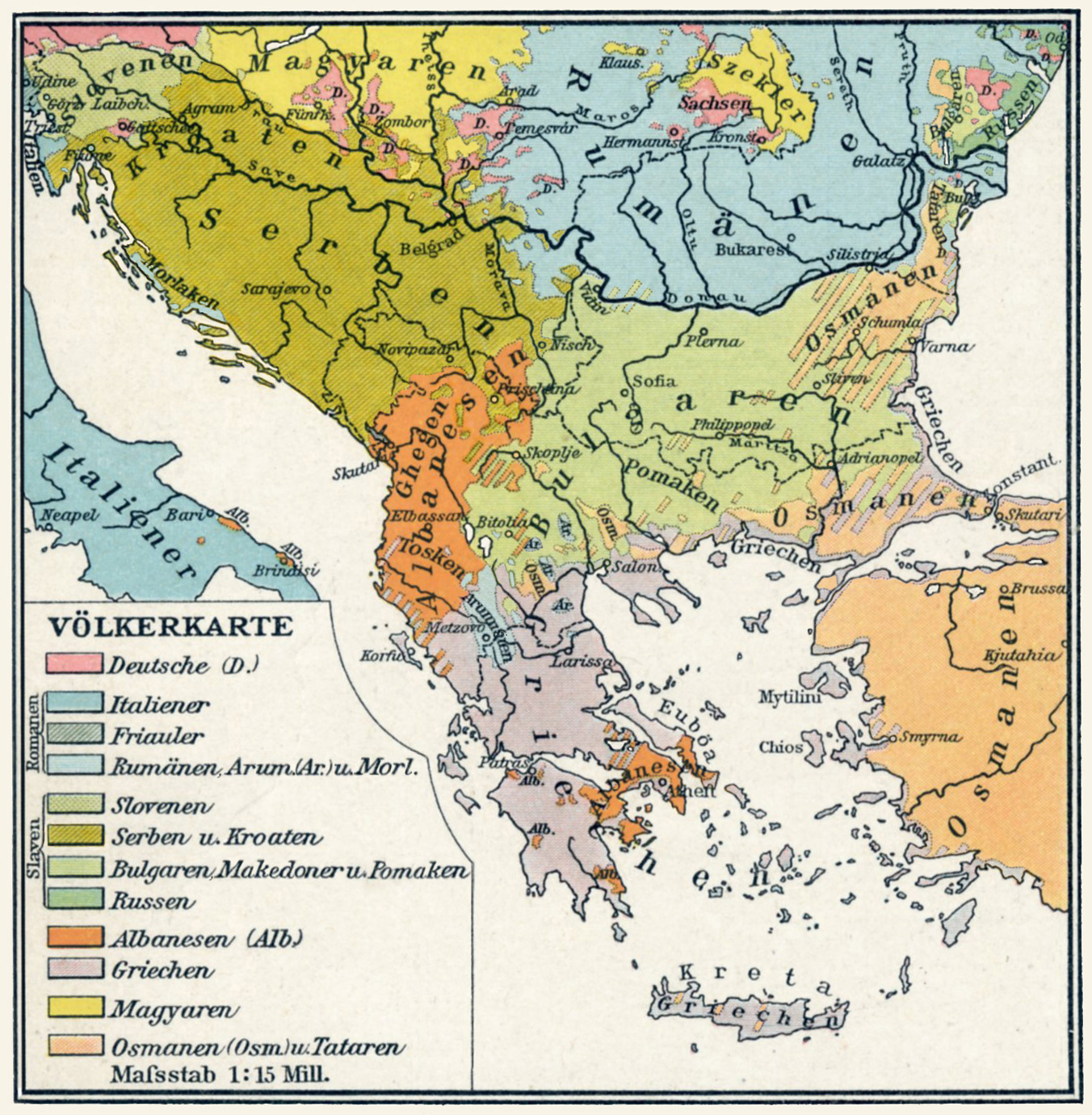
Carte linguistique des Balkans au début du XX.

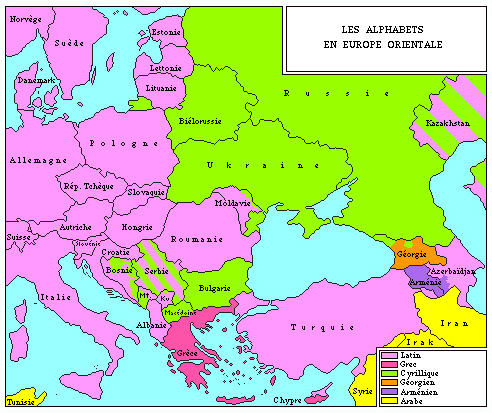
Les alphabets dans les Balkans et en Europe de l'Est.

- l'albanais parlé par 5 900 000 de locuteurs en Albanie et Kosovo, mais aussi minoritairement en Serbie, Macédoine du Nord, Monténégro, Grèce et Turquie ;
- l'aroumain parlé par les Valaques, environ 300 000 locuteurs en Grèce (en Macédoine occidentale), en Albanie, en Bulgarie, en Macédoine du Nord) et en Roumanie (en Dobrogée) ;
- le BCMS, appelé par les linguistes « serbo-croate », parlé par 18 000 000 de locuteurs environ, majoritaires dans quatre pays (Bosnie-Herzégovine, Croatie, Monténégro, Serbie, d'où le nouveau nom de ce diasystème linguistique) et minoritaires en Slovénie, Kosovo, Macédoine du Nord, Bulgarie, Turquie et Roumanie. Cette langue est de facto la langue la plus parlée dans les Balkans[25] :
  - la dénomination bosnienne du BCMS concerne 2 millions de locuteurs, en Bosnie-Herzégovine, mais aussi minoritairement en Croatie, Serbie et Monténégro,
  - la dénomination croate du BCMS concerne 4,5 millions de locuteurs, en Croatie, mais aussi minoritairement en Bosnie-Herzégovine, Serbie, Monténégro, Slovénie et Roumanie,
  - la dénomination monténégrine du BCMS concerne 145 000 locuteurs au Monténégro, et minoritairement en Bosnie-Herzégovine du Sud-Est,
  - la dénomination serbe du BCMS concerne 8 100 000 de locuteurs, en Serbie, Bosnie-Herzégovine et Monténégro, mais aussi minoritairement au Kosovo, en Croatie, en Slovénie et en Roumanie ;
- le grec parlé par 10 000 000 de locuteurs (en Grèce et minoritairement dans le sud de l'Albanie) ;
- le bulgare parlé par 6 700 000 millions de locuteurs en Bulgarie. Des minorités bulgarophones existent aussi en Serbie orientale (50 000), en Roumanie (12 000), en Moldavie (65 000) et Ukraine (204 000) ;
- le macédonien parlé par 2 000 000 de locuteurs environ (les locuteurs des langues bulgare et macédonienne se comprennent entre eux) ;
- le slovène parlé par 2 000 000 de locuteurs en Slovénie (des minorités existent en Italie et en Autriche) ;
- le roumain parlé par 1 000 000 de locuteurs en Dobrogée et aussi minoritairement par 174 000 personnes dans les régions de Voïvodine et des Portes de Fer en Serbie ;
- il n'y a pas d'estimation fiable pour les parlers roms (composés de romani, d'albanais, de grec, de turc et de langues slaves) : l’arlisque (arliskó), l’ashkalisque (aškaliskó), le djambasque (xhambaskó), le tchanarsque (čanarskó), le tcherbarsque (čerbarskó), le thamarsque (thamarskó) ou le vlashisque (vlašiskó) car la plupart des Roms sont devenus locuteurs des langues des pays où ils vivent, mais on estimait en 2012 leur nombre à environ 500 000[26] ;
- le turc parlé par environ 14 millions de locuteurs, essentiellement dans la partie européenne de l'agglomération d'Istanbul, à Edirne et en Thrace turque, mais aussi minoritairement en Thrace bulgare, en Dobrogée (Dobroudja bulgare et Dobrogea roumaine), en Macédoine du Nord, en Macédoine grecque et en Thrace grecque ;
- il n'y a pas non plus d'estimation fiable pour le yévanique et le judéo-espagnol, langues des Juifs romaniotes et séfarades dont quelques dizaines de milliers vivent encore à Istanbul, Edirne, Plovdiv, Bourgas, Varna, et Roussé (ville d'origine d'Elias Canetti).

## Définition culturelle

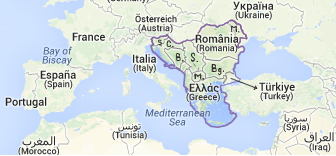
Les pays balkaniques, selon la définition linguistique et culturelle (voir Aire linguistique balkanique).

### Culture
Le terme « Balkans » fait avant tout référence à une aire culturelle, c'est-à-dire un ensemble composé de groupes et de langues différents, mais qui partagent néanmoins un certain nombre de traits culturels communs, hérités d'un passé commun. Le géographe Georges Prévélakis et les historiens aroumains Papacostea et Neagu Djuvara expliquent cet héritage commun par l'existence de six ou sept couches d'un millefeuille historique balkanique qui feraient aujourd'hui de cette région, une aire culturelle à part entière, et qui, selon leurs termes, définissent un Homo balcanicus :
- le substrat thraco-illyre et hellène, qui commence lors des premières migrations indo-européennes, deux mille ans avant notre ère, et agit jusqu'aux premières constructions étatiques de la région (décrites dans l'Iliade neuf siècles avant notre ère, mais probablement antérieures) ;
- l'influence macédonienne et la civilisation hellénistique, inaugurées par le règne de Philippe II de Macédoine trois siècles avant notre ère, et jusqu'à la prise de la Grèce par Rome ;
- la romanisation, qui a contribué à l'unification balkanique à travers le réseau des routes et des cités, et s'est poursuivie par une synthèse culturelle dans le bassin du bas-Danube. Celle-ci se diffuse par l'intermédiaire des Thraco-Romains et de leurs descendants les « Valaques » (Aroumains et Roumains), populations pastorales qui survivent sur les piémonts, tandis que dans les plaines s'installeront les Slaves ;
- l'Empire romain d'Orient dit « byzantin » ;
- les Slaves (migrations slaves à partir du Ve siècle, l'Empire bulgare du VIIe au XVe siècle et l'Empire serbe au XIVe siècle) ;
- l'Empire ottoman et son influence sur les peuples des Balkans, dont une minorité a adopté l'islam, tandis que la majorité a lutté contre l'occupation turque, de 1453 au traité de Lausanne (1923), en passant par les sociétés secrètes du XIXe siècle.

Les linguistes, en tout cas, affirment qu'il existe une aire linguistique balkanique qui se manifeste, à travers la diversité des langues d'origines différentes (y compris le turc qui n'est pas indo-européen) par des traits syntaxiques, grammaticaux et phonologiques communs.
Toutefois, cette unité culturelle n'est guère reconnue par les historiographies grecque, bulgare et des pays de l'espace yougoslave, qui minimisent l'apport de la romanisation et l'influence turque, considérant que les particularités et les spécificités de chaque groupe ethnique l'emportent largement sur les traits communs. Depuis l'émergence du nationalisme romantique du XIXe siècle et xénophobe du milieu du XXe siècle, chaque État balkanique s'est réapproprié son histoire en minimisant les apports des peuples voisins et en magnifiant celui de sa majorité ethnique actuelle, de manière à projeter dans le passé les nations actuelles, comme si elles s'étaient constituées dès l'Antiquité ou le haut Moyen Âge.
Quoi qu'il en soit, il existe des traditions culturelles spécifiquement balkaniques telles que les Коледа/Colinde, les Màrtis (Μάρτης)/Martenitsa/Mărțișor ou les Broucolaques, considérées comme un héritage thrace et/ou illyrien.
Les peuples et cultures des Balkans peuvent parfois être l'objet de caricatures ou de réactions racistes qui diffusent le même type de clichés que ceux dont les Français peuvent être l'objet aux États-Unis. Ainsi, Édouard Thouvenel, alors ambassadeur de France à Constantinople, écrit en 1852 à Napoléon III que « l'Orient est un ramassis de détritus de races et de nationalités dont aucune n'est digne de notre respect ». Des productions à succès comme le film Le père Noël est une ordure, à travers le personnage de Preskovitch et les spécialités immangeables du « dobitchu » et du « kloug aux marrons », ont fait dire à des connaisseurs de la culture balkanique tels Jean-Marie Martin que « ne pouvant pas, légalement, se moquer des pays voisins de la France et encore moins des Africains, des Arabes ou des Juifs, certains humoristes comme la troupe du Splendid se sont engouffrés dans le vide juridique qui leur permet de véhiculer les pires clichés sur les Balkans, et ces comédiens ne sont pas les seuls, loin de là ». Enfin, le racisme envers les Roms des Balkans peut s'appliquer par extension à tous les Balkaniques comme dans le cas du cinéaste Cristian Mungiu représenté en mendiant plaintif dans l'émission Les Guignols de l'info lors du festival de Cannes de 2013.

### Religion
- le christianisme orthodoxe (62,3%) : Serbie, Roumanie, Bulgarie, Grèce, Monténégro et Macédoine du Nord ;
- l'islam (22.5%) : Bosnie-Herzégovine, Albanie, Kosovo et Turquie ;
- le catholicisme (10,2%) : Croatie et Slovénie.

Les autres groupes religieux regroupent à peu près 5 % de la population, principalement des protestants.

## Génétique
Dans les Balkans, la génétique des populations présente principalement quatre haplogroupes : le I, le E, le J (Y-ADN) et le R1a,,,,, résultant de l'histoire des migrations humaines préhistoriques et historiques dans la région. Toutefois, les protochronistes, influents dans les pays des Balkans, interprètent ces mêmes données de manière à étayer l'idée que chaque peuple actuel est très anciennement autochtone dans la péninsule,.

## Chronologie

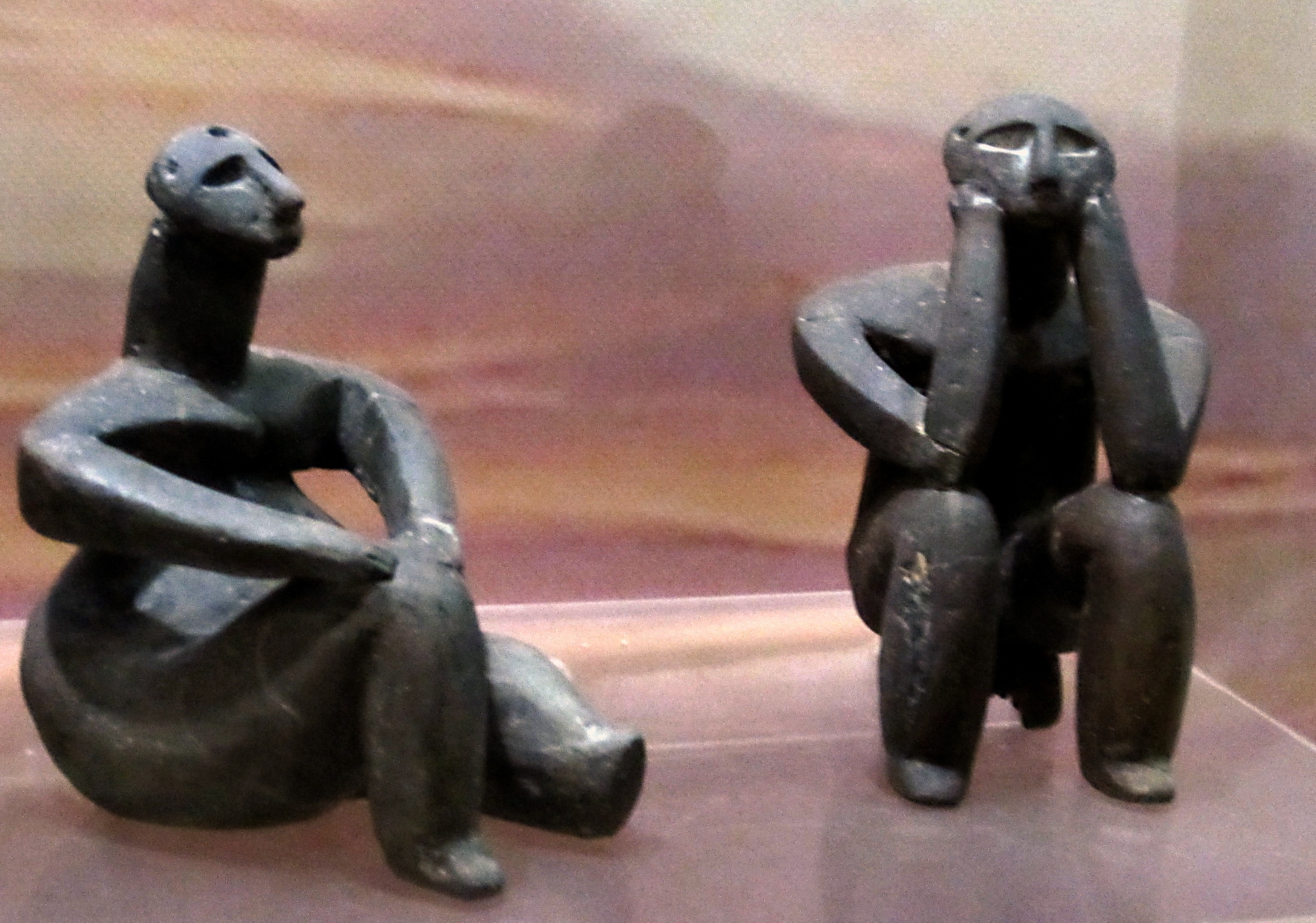
Les « penseurs » néolithiques de Hamangia.

Par différence de l’histoire naturelle de la péninsule (géologie, karsts, flore, faune...), l’histoire des Balkans est celle des populations de cette région,,,,,,,.
Cette riche histoire humaine, qui a produit de fortes convergences génétiques, culturelles (architecture, cuisine, musique, traditions…) et linguistiques, est pourtant l’objet d’une multitude de revendications et de controverses nationalistes dues à la « balkanisation » voulue et inaugurée en 1878 par le Congrès de Berlin pour diviser la péninsule en petites puissances rivales, processus qui a fait dire à Winston Churchill : « la région des Balkans a tendance à produire plus d’histoire qu'elle ne peut en consommer »,,,,,.

## Notes et références

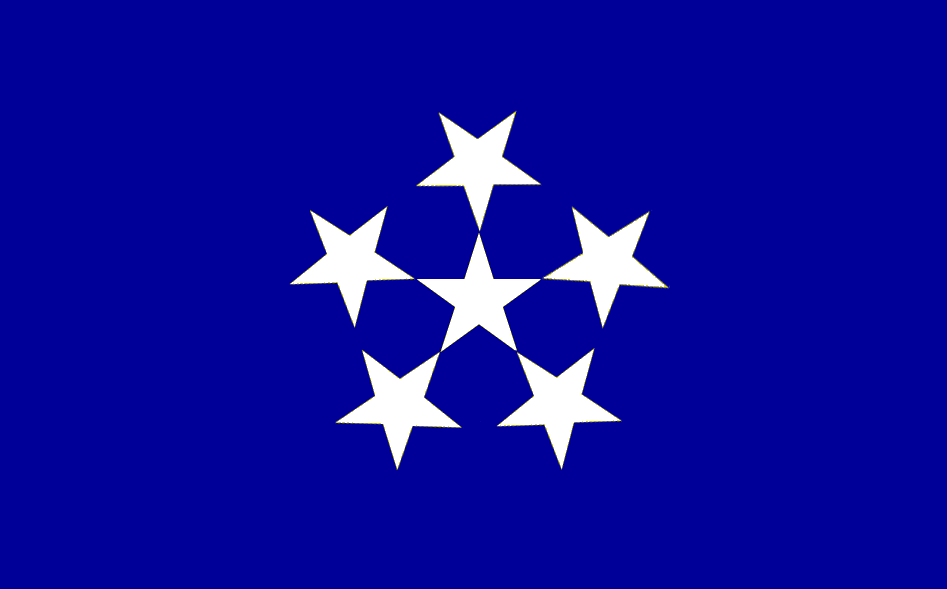
Projet de drapeau des Balkans par-delà les nationalismes.